# Tour d'Émilie amateurs
Le Tour d'Émilie amateurs (Piccolo Giro dell'Emilia) est une course cycliste italienne qui se déroule autour de Casalecchio di Reno, en Émilie. Créé en 1980, la course précède d'une semaine et demi le Tour d'Émilie, disputé par les professionnels. Elle est organisée par la SC Ceretolese 1969. 
Cette épreuve fait partie du calendrier national de la Fédération cycliste italienne. 

## Palmarès
| Année     | Vainqueur           | Deuxième                 | Troisième            |
| --------- | ------------------- | ------------------------ | -------------------- |
| 1980      | Piero Ghibaudo      |                          |                      |
| 1981      | Franco Chioccioli   |                          |                      |
| 1982      | Gianni Zola         |                          |                      |
| 1983      | Federico Longo      |                          |                      |
| 1984      | Claudio Vandelli    |                          |                      |
| 1985      | Alberto Elli        |                          |                      |
| 1986      | Fabio Roscioli      |                          |                      |
| 1987      | Ettore Pastorelli   |                          |                      |
| 1988      | non disputé         |                          |                      |
| 1989      | Marco Masetti       |                          |                      |
| 1990      | Michele Paletti     |                          |                      |
| 1991      | Marco Pantani       |                          |                      |
| 1992      | Luca Prada          |                          |                      |
| 1993      | Mario Pigoli        |                          |                      |
| 1994-1996 | ?                   |                          |                      |
| 1997      | Eliseo Dal Re       |                          |                      |
| 1998      | Samuele Vecchi      |                          |                      |
| 1999      | Marius Sabaliauskas |                          |                      |
| 2000      | Lorenzo Cardellini  | Samuele Vecchi           | Leonardo Bertagnolli |
| 2001      | Mikhail Timochine   | Valery Fedorov           | Marco Campus         |
| 2002      | Luca Solari         | Marco Marzano            | Giairo Ermeti        |
| 2003      | Alex Gualandi       | Riccardo Riccò           | Alessandro Bertuola  |
| 2004      | Nicola Del Puppo    | Mattia Paolo Parravicini | Mauro Colombera      |
| 2005      | Cristiano Benenati  | Simone Bruson            | Ashley Humbert       |
| 2006      | Simone Ponzi        | Cristiano Fumagalli      | Giuseppe De Maria    |
| 2007      | Francesco Ginanni   | Federico Vitali          | Mirko Boschi         |
| 2008      | Davide Cimolai      | Matteo Busato            | Federico Vitali      |
| 2009      | Alberto Contoli     | Nicola Boem              | Paolo Ciavatta       |
| 2010      | Matteo Busato       | Marco Prodigioso         | Nicola Bonacci       |
| 2011      | Enrico Battaglin    | Daniele Cavasin          | Daniele Aldegheri    |
| 2012      | Matthias Krizek     | Kristian Sbaragli        | Davide Martinelli    |
| 2013      | Gianluca Leonardi   | Mirco Maestri            | Andrea Toniatti      |
| 2014      | Simone Consonni     | Daniele Cavasin          | Alberto Cecchin      |
| 2015      | Nicola Toffali      | Mirko Trosino            | Gianluca Milani      |
| 2016      | Davide Ballerini    | Michael Bresciani        | Damiano Cima         |
| 2017      | Aleksandr Vlasov    | Mattia Bais              | Seid Lizde           |
| 2018      | Umberto Marengo     | Jalel Duranti            | Marco Borgo          |
| 2019      | Manuele Tarozzi     | Filippo Tagliani         | Yuri Colonna         |
| 2020      | annulé              | annulé                   | annulé               |
| 2021      | Leonardo Canepa     | Elia Tovazzi             | Yaroslav Parashchak  |
| 2022-2023 | annulé              | annulé                   | annulé               |
| 2024      | Giovanni De Carlo   | Federico Iacomoni        | Simone Raccani       |